# Aloha Classic
Der Aloha Classic ist eine jährliche Windsurf-Regatta im Hoʻokipa Beach Park auf der Hawaii-Insel Maui, die häufig den Status eines Windsurf World Cups hat und eine Veranstaltung der International Windsurfing Tour (IWT) ist.
Hoʻokipa auf Maui gilt als einer der besten Surfspots der Welt und der Aloha Classic als einer der renommiertesten Wettbewerbe in der Disziplin Waveriding. Er findet in einem Zeitraum von zwei Wochen an 5 zusammenhängenden Tagen Ende Oktober statt. Der Start erfolgt nach Wetterlage in der Zeit mit den besten Wellen auf Maui.
Bis zum Jahr 2006 war der Aloha Classic ein Grand Slam, bei dem Wettbewerbe in allen Disziplinen (Wave, Slalom und Kursrennen) ausgefahren wurden. In den folgenden Jahren fehlten Sponsoren und damit die finanziellen Mittel, so dass die Veranstaltung nicht den Status eines Worldcups erlangen konnte, die Wettbewerbe der Damen nicht durchgeführt wurden oder der Aloha Classic gar nicht stattfinden konnte.
Ab 2013 war der Aloha Classic der Saisonabschluss der IWT als Wave-Wettbewerb für Damen und Herren. Sofern die Finanzierung sichergestellt war, auch der Saisonabschluss der Wave-Tour der Professional Windsurfers Association (PWA). Seit 2023 werden die IWT-Wettbewerbe gemeinsam mit der Wave-Tour der PWA durchgeführt. Den gemeinsamen Abschluss bildet der Aloha Classic im Oktober.

## Liste der Sieger
Dunkelgrau hinterlegte Veranstaltungen hatten keine Wertung als Windsurf World Cup.
| Jahr     | Damen | Herren |
| -------- | --- | --- |
| 1984     | Dana Dawes (Overall) Debbie Brown (Wave) Dana Dawes (Slalom)                                                    | Alex Aguera (Overall) Alex Aguera (Wave) Alex Aguera (Slalom)                                              |
| 1986     | Kelby Anno (Wave)                                                                                               | Robby Naish (Wave)                                                                                         |
| 1987     | Kelby Anno (Wave) Dana Dawes (Slalom)                                                                           | Robby Naish (Wave) Alain Cadiz (Slalom)                                                                    |
| 1988     | Dana Dawes (Wave) Britt Dunkerbeck (Slalom)                                                                     | Mark Angulo (Wave) Bjørn Dunkerbeck (Slalom)                                                               |
| 1989     | Nathalie Le Lievre (Overall) Angela Cocheran (Wave) Britt Dunkerbeck (Slalom) Nathalie Le Lievre (Kursrennen)   | Robby Naish (Overall) Robby Naish (Wave) Bjørn Dunkerbeck (Slalom) Bjørn Dunkerbeck (Kursrennen)           |
| 1990     | Angela Cocheran (Overall) Angela Cocheran (Wave) Britt Dunkerbeck (Slalom) Barbara Kendall (Kursrennen)         | Bjørn Dunkerbeck (Overall) Rush Randle (Wave) Anders Bringdal (Slalom) Bjørn Dunkerbeck (Kursrennen)       |
| 1991     | Britt Dunkerbeck (Overall) Angela Cocheran (Wave) Britt Dunkerbeck (Slalom) Britt Dunkerbeck (Kursrennen)       | Bjørn Dunkerbeck (Overall) Robby Naish (Wave) Bjørn Dunkerbeck (Slalom) Bjørn Dunkerbeck (Kursrennen)      |
| 1992     | Britt Dunkerbeck (Slalom) Britt Dunkerbeck (Kursrennen) Wave: keine Wertung                                     | Bjørn Dunkerbeck (Slalom) Bjørn Dunkerbeck (Kursrennen) Wave: keine Wertung                                |
| 1993     | Jutta Müller (Overall) ? (Wave) ? (Slalom) ? (Kursrennen)                                                       | Bjørn Dunkerbeck (Overall) Jason Polakow (Wave) Bjørn Dunkerbeck (Slalom) Bjørn Dunkerbeck (Kursrennen)    |
| 1994     | Nathalie Le Lievre (Overall) Barbara Kendall (Wave) Nathalie Le Lievre (Slalom) Alessandra Sensini (Kursrennen) | Bjørn Dunkerbeck (Overall) Bjørn Dunkerbeck (Wave) Bjørn Dunkerbeck (Slalom) Bjørn Dunkerbeck (Kursrennen) |
| 1998     | (keine Veranstaltung)                                                                                           | Jason Polakow (Wave)                                                                                       |
| 1999     | Jennifer Henderson (Wave)                                                                                       | Nik Baker (Wave)                                                                                           |
| 2000     | Angela Farrell (geb. Cocheran) (Wave) Lucienne Ernst (Race)                                                     | Francisco Goya (Wave) Kevin Pritchard (Race)                                                               |
| 2001     | ? | Tony Garcia                                                                                                |
| 2004     | Motoko Sato (Wave)                                                                                              | Wave: keine Wertung                                                                                        |
| 2005     | Jennifer Henderson (Wave)                                                                                       | Alex Mussolini (Wave)                                                                                      |
| 2006     | Iballa Ruano Moreno (Wave)                                                                                      | Josh Angulo (Wave)                                                                                         |
| 2011     | Junko Nagoshi (Wave)                                                                                            | Camille Juban (Wave)                                                                                       |
| 2012     | Junko Nagoshi (Wave)                                                                                            | Bernd Roediger (Wave)                                                                                      |
| 2013     | (keine Veranstaltung)                                                                                           | Levi Siver (Wave)                                                                                          |
| 2013 AWT | Junko Nagoshi (Wave)                                                                                            | Bernd Roediger (Wave)                                                                                      |
| 2014     | Iballa Ruano Moreno (Wave)                                                                                      | Morgan Noireaux (Wave)                                                                                     |
| 2014 AWT | Junko Nagoshi (Wave)                                                                                            | Boujmaa Guilloul (Wave)                                                                                    |
| 2015     | Iballa Ruano Moreno (Wave)                                                                                      | Morgan Noireaux (Wave)                                                                                     |
| 2016     | Sarah-Quita Offringa (Wave)                                                                                     | Kevin Pritchard (Wave)                                                                                     |
| 2017     | Sarah Hauser (Wave)                                                                                             | Morgan Noireaux (Wave)                                                                                     |
| 2018     | Sarah Hauser (Wave)                                                                                             | Camille Juban (Wave)                                                                                       |
| 2019     | Sarah-Quita Offringa (Wave)                                                                                     | Antoine Martin (Wave)                                                                                      |
| 2024     | Sarah Hauser (Wave)                                                                                             | Bernd Roediger (Wave)                                                                                      |